# Tres Días de Vaucluse
Los Tres Días de Vaucluse (oficialmente: Les 3 Jours de Vaucluse) fue una carrera ciclista profesional que se disputaba anualmente en el departamento de Vaucluse, en Provenza-Alpes-Costa Azul, Francia.
Se disputaba ininterrumpidamente desde 2007, entre los meses de febrero y marzo. Formando parte del UCI Europe Tour dentro de la categoría 2.2.
Ningún ciclista fue capaz de imponerse en más de una ocasión.

## Palmarés
| Año  | Ganador          | Segundo         | Tercero         |
| ---- | ---------------- | --------------- | --------------- |
| 2007 | Sébastien Turgot | Nicolas Vogondy | Andrey Klyuev   |
| 2008 | Nicolas Vogondy  | Jakob Fuglsang  | Sergey Firsanov |
| 2009 | David Le Lay     | Maxime Bouet    | Martin Pedersen |

## Palmarés por países
| País    | Victorias |
| ------- | --------- |
| Francia | 3         |